# Epispadie
Epispadie is een aangeboren afwijking van het mannelijk geslachtsorgaan, waarbij de opening van de plasbuis (urethra) niet in de top van de eikel is gelegen maar ergens aan de rugzijde van de eikel of de penis.
De afwijking is onschadelijk maar soms lastig bij plassen en bij geslachtsgemeenschap, vooral als de opening ver naar achteren zit. Bovendien worden afwijkingen aan de geslachtsorganen vaak als zeer psychologisch belastend ervaren. Desgewenst kan een cosmetische en/of functionele correctie worden verricht. Hoe lastig dit is hangt van de specifieke situatie in het individuele geval af.
Ligt de opening van de urethra niet aan de bovenkant maar aan de onderkant van de eikel dan spreekt men van hypospadie. Deze afwijking komt veel vaker voor.